# 敦道親王
敦道親王（あつみちしんのう、天元4年（981年） - 寛弘4年10月2日（1007年11月14日））は、平安時代中期の皇族・歌人。冷泉天皇の第四皇子。母は藤原兼家の娘・超子。三条天皇の同母弟。官位は三品・大宰帥。

## 概要
外祖父の兼家に、兄である三条天皇に次いで寵愛された。正暦4年（993年）に元服し、加冠を左大臣源雅信、理髪を参議藤原公任が務める、のちに帥宮（そちのみや）と称された。最初の妃は関白・藤原道隆の三女（三の御方）であったが、道隆の死後に離婚した。
兄・為尊親王の死から1年後の長保5年（1003年）、彼の生前の交際相手である和泉式部と恋愛関係となり、同年12月18日より和泉式部を召人として邸に住まわせたことから、正妃である藤原済時の娘の怒りを買い、のちに離婚する。寛弘3年（1006年）ごろ、和泉式部との間に男子（岩蔵の宮：後に出家して永覚と名乗る）を儲けるも、間もなく為尊親王同様に若くして薨去した。
超子の弟である藤原道長は、父・兼家が親王を可愛がっていたことを思い出して、兼家ゆかりの法興院において親王の七七日の法要を行わせたという。
勅撰歌人として、『新古今和歌集』（1首）以下の勅撰和歌集に4首が採録されている。

## 登場作品

### 映像

#### 歴史番組
- 『歴史秘話ヒストリア』（2009年、2014年[注 1]、NHK） - 演：池田章宜[5][6]